# Elecciones al Parlamento de Baden-Württemberg de 2016
La elección estatal de Baden-Württemberg de 2016 se llevó a cabo el 13 de marzo de 2016, para elegir a los miembros del Parlamento Regional de Baden-Württemberg. Los comicios se realizaron en paralelo a las elecciones estatales de Renania-Palatinado y Sajonia-Anhalt.

## Antecedentes
Al momento de los comicios gobernaba una coalición entre Alianza 90/Los Verdes y el SPD, con Winfried Kretschmann como Ministro presidente.

## Sistema electoral
Al igual que en todos los estados alemanes, en las elecciones de Baden-Württemberg se ocupa el sistema de representación proporcional mixta, empleándose el método Sainte-Laguë para calcular la distribución de escaños.

## Partidos participantes y candidatos
Los siguientes partidos participaron en la elección:

### En todos los distritos
- Christlich Demokratische Union Deutschlands (CDU, Guido Wolf)
- Bündnis 90/Die Grünen (Grüne, Winfried Kretschmann)
- Sozialdemokratische Partei Deutschlands (SPD, Nils Schmid)
- Freie Demokratische Partei (FDP, Hans-Ulrich Rülke)
- Die Linke (Linke, Bernd Riexinger y Gökay Akbulut)[2]
- Die Republikaner (REP, Ulrich Deuschle)
- Allianz für Fortschritt und Aufbruch (ALFA, Bernd Kölmel)[3]
- Alternative für Deutschland (AfD, Jörg Meuthen)

### En dos o más distritos
- Nationaldemokratische Partei Deutschlands (NPD, en 66 distritos)
- Ökologisch-Demokratische Partei/Familie und Umwelt (ÖDP, en 65 distritos)
- Piratenpartei Deutschland (Piraten, en 31 distritos)
- Partei für Arbeit, Rechtsstaat, Tierschutz, Elitenförderung und basisdemokratische Initiative (PARTEI, en 25 distritos)
- Partei Mensch Umwelt Tierschutz (Tierschutzpartei, en 20 distritos)
- Die Rechte (RECHTE, en 9 distritos)
- Freie Wähler (FREIE WÄHLER, en 5 distritos)
- Bürgerrechtsbewegung Solidarität (BüSo, en 4 distritos)
- Menschliche Welt für das Wohl und Glücklich-Sein aller (MENSCHLICHE WELT, en 2 distritos)

### En un distrito
- Deutsche Kommunistische Partei (DKP)
- Allianz für Menschenrechte, Tier- und Naturschutz (Tierschutzallianz)
- ARMINIUS – Bund des deutschen Volkes (ARMINIUS – Bund)
- Bündnis C - Christen für Deutschland - AUF & PBC (Bündnis C)
- Die Einheit (DIE EINHEIT)

### Candidatos independientes
- Björn Eckel - Distrito 8 (Kirchheim/Teck)
- Damiana Koch - Distrito 22 (Schwäbisch Hall)
- Hermann Steinwandel - Distrito 66 (Biberach)

## Campaña y objetivos
El objetivo de la CDU era obtener el gobierno. Temáticamente, la campaña de la CDU se centró en la política de educación, la seguridad y la infraestructura. El presupuesto de la campaña fue de entre 2 a 2,5 millones de euros. En caso de obtener el gobierno, la CDU pretendía formar una coalición con el FDP, mientras que rechazó formar una con la AfD.
Los Verdes se esforzaron por mantenerse en el poder con su candidato Winfried Kretschmann. Temáticamente su campaña se centró en temas como la energía, la economía y la educación. El presupuesto de la campaña fue alrededor de un millón de euros. Los Verdes deseaban seguir gobernando con el SPD, aunque una participación como socio minoritario en una coalición de gobierno con la CDU no se descartó.[cita requerida]
El SPD deseaba continuar con el gobierno existente. Temáticamente su campaña se centró en el trabajo, la igualdad educativa y la familia. El presupuesto para la campaña fue alrededor de 2,2 millones de euros.
El objetivo del FDP era la reentrada en el parlamento estatal con una posible participación del gobierno. Su eslogan de campaña fue  "El siguiente paso para nuestro país". El partido tuvo disponibles alrededor de 500 000 euros para financiar su campaña.  Prometieron entre otras cosas una mejor educación y el fortalecimiento de la empresa local.
La AfD pretendía entrar por primera vez en el parlamento estatal. Además de la educación, la seguridad y la transición energética, su principal candidato Jörg Meuthen vio la política de refugiados como un tema electoral importante. Al comienzo de la campaña electoral, un empleado de una de las agencias de publicidad vinculadas a la AfD fue víctima de un ataque, cuando desconocidos le dispararon con una pistola.
La campaña electoral se vio ensombrecida por la crisis migratoria en Europa. En la crisis, Kretschmann apoyó la política de la canciller Angela Merkel. Kretschmann dijo que no veía otra persona que pudiera mantener a Europa tan unida como lo hizo Angela Merkel. "Por lo tanto, rezo todos los días para que la canciller se mantenga saludable", declaró. El candidato de la CDU Guido Wolf también hizo hincapié en el apoyo a la "solución europea" propuesta por Merkel para afrontar la crisis, pero en febrero del año 2016 trató de ganarse a los votantes más conservadores mediante una propuesta conjunta, junto con la candidata de la CDU en Renania-Palatinado Julia Klöckner, de introducir cuotas diarias de refugiados y centros de fronteras para los inmigrantes, lo que puso presión adicional sobre Merkel.

## Encuestas
| Encuestador                               | Fecha      |        |        |        |       |       |        | Otros |
| ----------------------------------------- | ---------- | ------ | ------ | ------ | ----- | ----- | ------ | ----- |
| Forschungsgruppe Wahlen                   | 10.03.2016 | 29 %   | 32 %   | 14 %   | 6 %   | 4 %   | 11 %   | 4 %   |
| YouGov                                    | 10.03.2016 | 30 %   | 32 %   | 12 %   | 8 %   | 4 %   | 11 %   | 3 %   |
| Forsa                                     | 09.03.2016 | 27 %   | 32 %   | 16 %   | 7 %   | 3 %   | 11 %   | 4 %   |
| INSA                                      | 07.03.2016 | 28,5 % | 33,5 % | 12,5 % | 6 %   | 3 %   | 12,5 % | 4 %   |
| Forschungsgruppe Wahlen                   | 04.03.2016 | 30 %   | 32 %   | 13 %   | 7 %   | 4 %   | 11 %   | 3 %   |
| Infratest dimap                           | 03.03.2016 | 28 %   | 32 %   | 13 %   | 8 %   | 4 %   | 13 %   | 2 %   |
| INSA                                      | 28.02.2016 | 30 %   | 30,5 % | 16,5 % | 6,5 % | 3,5 % | 9 %    | 4 %   |
| Forsa                                     | 26.02.2016 | 30 %   | 30 %   | 16 %   | 6 %   | 3 %   | 11 %   | 4 %   |
| INSA                                      | 22.02.2016 | 30 %   | 30,5 % | 16 %   | 7 %   | 3 %   | 10 %   | 3,5 % |
| Infratest dimap                           | 18.02.2016 | 31 %   | 28 %   | 14 %   | 8 %   | 4 %   | 12 %   | 3 %   |
| Customer Research 42                      | 12.02.2016 | 33,1 % | 26,1 % | 15,6 % | 5,1 % | 5,5 % | 10,5 % | 4,1 % |
| INSA                                      | 05.02.2016 | 33,5 % | 28,5 % | 13,5 % | 7 %   | 3,5 % | 10 %   | 4 %   |
| Forschungsgruppe Wahlen                   | 21.01.2016 | 34 %   | 28 %   | 15 %   | 6 %   | 3 %   | 11 %   | 3 %   |
| INSA                                      | 20.01.2016 | 35 %   | 29 %   | 13 %   | 6,5 % | 2,5 % | 11,5 % | 2,5 % |
| Infratest dimap                           | 14.01.2016 | 35 %   | 28 %   | 15 %   | 6 %   | 3 %   | 10 %   | 3 %   |
| Forsa                                     | 15.12.2015 | 35 %   | 28 %   | 19 %   | 5 %   | 3 %   | 7 %    | 3 %   |
| Infratest dimap                           | 03.12.2015 | 37 %   | 25 %   | 18 %   | 5 %   | 4 %   | 8 %    | 3 %   |
| Forschungsgruppe Wahlen                   | 20.11.2015 | 37 %   | 27 %   | 18 %   | 5 %   | 3 %   | 6 %    | 4 %   |
| INSA                                      | 09.10.2015 | 40 %   | 24 %   | 16 %   | 5 %   | 5 %   | 8 %    | 2 %   |
| Infratest dimap                           | 24.09.2015 | 39 %   | 26 %   | 17 %   | 5 %   | 4 %   | 5 %    | 4 %   |
| Allensbach                                | 11.09.2015 | 40,5 % | 24 %   | 20 %   | 4,5 % | 4 %   | 3 %    | 4 %   |
| Forsa                                     | 12.05.2015 | 38 %   | 26 %   | 20 %   | 4 %   | 4 %   | 4 %    | 4 %   |
| Infratest dimap                           | 26.03.2015 | 38 %   | 25 %   | 18 %   | 5 %   | 5 %   | 4 %    | 5 %   |
| Infratest dimap                           | 13.11.2014 | 41 %   | 22 %   | 20 %   | 3 %   | 4 %   | 5 %    | 5 %   |
| Infratest dimap                           | 17.09.2014 | 41 %   | 23 %   | 19 %   | 4 %   | 4 %   | 4 %    | –     |
| Elecciones europeas en Baden-Württemberg  | 25.05.2014 | 39,3 % | 13,2 % | 23 %   | 4,1 % | 3,6 % | 7,9 %  | 9,9 % |
| Elecciones federales en Baden-Württemberg | 22.09.2013 | 45,7 % | 11 %   | 20,6 % | 6,2 % | 4,8 % | 5,2 %  | 6,6 % |
| Elecciones de 2011                        | 27.03.2011 | 39,0 % | 24,2 % | 23,1 % | 5,3 % | 2,8 % | n. k.  | 5,6 % |

## Resultados

Mayoría por distrito (Verdes en verde, CDU en negro y AfD en celeste)

Los resultados finales oficiales son:
- Inscritos: 7.683.464
- Votantes: 5.411.945 (participación del 70.4%)
- Votos nulos: 50.695 (0.9% del total)
- Votos válidos: 5.361.250 (99.1% del total)
  - De los cuales:

| Partido | Partido           | Votos     | %    | +/-   | Escaños | +/- |
| ------- | ----------------- | --------- | ---- | ----- | ------- | --- |
|         | Verdes            | 1.623.107 | 30.3 | +6.1  | 47      | +11 |
|         | CDU               | 1.447.462 | 27.0 | -12.0 | 42      | -18 |
|         | AfD               | 809.564   | 15.1 | +15.1 | 23      | +23 |
|         | SPD               | 679.727   | 12.7 | -10.4 | 19      | -16 |
|         | FDP               | 445.498   | 8.3  | +3.0  | 12      | +5  |
|         | Die Linke         | 156.240   | 2.9  | +0.1  |         |     |
|         | ALFA              | 54.713    | 1.0  | +1.0  |         |     |
|         | ÖDP               | 38.517    | 0.7  | -0.2  |         |     |
|         | NPD               | 23.609    | 0.4  | -0.6  |         |     |
|         | PIRATEN           | 21.775    | 0.4  | -0.6  |         |     |
|         | Tierschutzpartei  | 17.488    | 0.3  | +0.3  |         |     |
|         | REP               | 17.475    | 0.3  | -0.8  |         |     |
|         | Die PARTEI        | 17.048    | 0.3  | +0.3  |         |     |
|         | FW                | 4.647     | 0.1  | +0.1  |         |     |
|         | Independientes    | 1.130     | 0.0  | -0.0  |         |     |
|         | MENSCHLICHE WELT  | 877       | 0.0  | +0.0  |         |     |
|         | Die Rechte        | 718       | 0.0  | +0.0  |         |     |
|         | Bündnis C         | 602       | 0.0  | +0.0  |         |     |
|         | Tierschutzallianz | 480       | 0.0  | +0.0  |         |     |
|         | DIE EINHEIT       | 214       | 0.0  | +0.0  |         |     |
|         | Büso              | 166       | 0.0  | -0.0  |         |     |
|         | DKP               | 144       | 0.0  | +0.0  |         |     |
|         | ARMINIUS-Bund     | 49        | 0.0  | +0.0  |         |     |

## Post-elección

### Formación de gobierno
Se llevaron a cabo negociaciones entre la CDU y los Verdes para formar por primera vez a nivel regional una coalición verde-negra, llamada coalición Kiwi. El 1 de mayo ambos partidos presentaron un contrato de coalición, por lo que después únicamente quedó ratificar la unión de ambas formaciones.  El 7 de mayo los Verdes votaron en un congreso en Leinfelden-Echterdingen, mientras que la CDU celebró su congreso el día anterior en Ludwigsburg. En ambos congresos la alianza verde-negro fue ratificada con amplias mayorías.
El 12 de mayo, el Parlamento eligió al ministro-presidente, por lo que Kretschmann fue reelegido para un segundo mandato en coalición con la CDU. Obtuvo 82 votos a favor y 57 en contra.

### Constitución del Parlamento
El Parlamento se constituyó el 11 de mayo de 2016.